# Aethecerus puniceus
Aethecerus puniceus là một loài tò vò trong họ Ichneumonidae.